# كزنغان العليا (كوهمرة خامي)
کزنغان العلیا (بالفارسية: کزنگان علیا) هي قرية تقع في إيران في قسم كوهمرة خامي الريفي. يقدر عدد سكانها بـ 44 نسمة بحسب إحصاء 2016.